# Sangerville
Sangerville – miasto w Stanach Zjednoczonych, w stanie Maine, w hrabstwie Piscataquis.
Z Sangerville pochodzi Hiram Maxim, konstruktor broni, szczególnie karabinów maszynowych (np. niemieckich Maxim MG 08 i MG 08/15, rosyjskiego Maxim wz. 1910 oraz brytyjskiego Vickers).